# Horst Werkle
Horst Werkle (* 1950 in Stennweiler) ist ein deutscher Bauingenieur und emeritierter Professor der Hochschule Konstanz Technik, Wirtschaft und Gestaltung.

## Leben
Horst Werkle besuchte von 1960 bis 1968 das Realgymnasium Dillingen/Saar (heute Albert-Schweitzer-Gymnasium Dillingen). Von 1968 bis 1973 studierte er Bauingenieurwesen an der Universität Karlsruhe. Danach war er von 1974 bis 1981 als Assistent am dortigen Institut für Beton- und Stahlbetonbau bei Fritz Peter Müller  beschäftigt.
1981 promovierte Werkle mit einem Thema zur Baugrunddynamik (Ein Randelement zur dynamischen Finite-Element-Berechnung dreidimensionaler Baugrundmodelle). In den Jahren 1981 bis 1989 war er in der Bauindustrie tätig.
Im März 1989 wurde er als Professor für Baustatik an die Hochschule Konstanz Technik, Wirtschaft und Gestaltung (HTWG) berufen. Er befasste sich mit Tragwerksmechanik (Finite-Element-Berechnungen in der Baustatik) sowie mit Baudynamik (Erdbebendynamik, personeninduzierten Schwingungen, Bodendynamik). Von 1991 bis 1996 sowie von 2005 bis 2014 war er Fachbereichsleiter bzw. Dekan der Fakultät Bauingenieurwesen. Von 2002 bis 2014 war er wissenschaftlicher Direktor des Instituts für Angewandte Forschung (IAF) der HTWG Konstanz.
In den Jahren 2006 bis 2016 war Werkle Vorstandsmitglied des Fachbereichstages Bauingenieurwesen (FBT) und von 2009 bis 2015 dessen Vorstandsvorsitzender. Im August 2017 ging er in den Ruhestand.
Horst Werkle lebt seit 1989 in Allensbach am Bodensee und hat vier Kinder.

## Veröffentlichungen (Auswahl)
- mit G. Waas (Erstautor), R.H. Riggs: Displacement solutions for dynamic loads in a transversely-isotropic stratified medium, Earthquake Engineering and Structural Dynamics, John Wiley, New York 1985, Vol. 13, S. 173–193
- Dynamic Finite Element Analysis of Three-Dimensional Soil Models with a Transmitting Element, Earthquake Engineering and Structural Dynamics, John Wiley, New York 1986, Vol. 14, S. 41–60
- A transmitting boundary for the dynamic finite element analysis of cross anisotropic Soils, Earthquake Engineering and Structural Dynamics, John Wiley, New York 1987, Vol. 15, S. 831–838
- Konsistente Modellierung von Stützen bei der Finite-Element-Berechnung von Flachdecken, Bautechnik 77, H. 6, Ernst&Sohn, Berlin 2000
- Mathcad in der Tragwerksplanung, 2. Auflage, Springer Vieweg, Wiesbaden 2011
- Human induced vibrations of steel and aluminium bridges, in: Xia H., Calcada R., Traffic induced Environmental Vibrations and Controls, Nova Science Publishers, New York 2013
- Erdbebenantwortspektren einer weichen Bodenschicht auf einem Halbraum, Bauingenieur 91, H 4, Springer, Berlin 2016
- mit Christian Petersen (Erstautor): Dynamik der Baukonstruktionen, 2. Auflage, Springer Vieweg, Wiesbaden 2018
- mit L. Slongo: Modellierung des Baugrunds bei der Finite-Element-Berechnung von Bodenplatten, Bautechnik 95, H 8, Ernst&Sohn, Berlin 2018
- Finite Elements in Structural Analysis, 1. Auflage, Springer Nature Switzerland AG, Cham 2021
- Finite Elemente in der Baustatik, 4. Auflage, Springer Vieweg, Wiesbaden 2021
- Finite-Element-Methode, in: K.-J. Schneider, Bautabellen für Ingenieure, 25. Auflage, Reguvis Fachmedien, Köln 2022
- mit H. Rahm und R. Kemmler: Baudynamik, in: K.-J. Schneider, Bautabellen für Ingenieure, 25. Auflage, Reguvis Fachmedien, Köln 2022

## Medien
- Horst Werkle: Online-Wörterbuch Konstruktiver Ingenieurbau nach Eurocode